# Дергилев, Егор Иванович
Егор Иванович Дергилев (22 апреля 1920, с. Присынки, Курская губерния — 1 июня 2000, пос. Горячеводский, Ставропольский край) — старшина Рабоче-крестьянской Красной Армии, участник Великой Отечественной войны, Герой Советского Союза (1943).

## Биография
Егор Дергилев родился 22 апреля 1920 года в селе Присынки (ныне — Губкинский городской округ Белгородской области) в семье крестьянина. Получил неполное среднее образование, после чего работал в колхозе. В 1939 году Дергилев был призван на службу в Рабоче-крестьянскую Красную Армию. С 1942 года — на фронтах Великой Отечественной войны. Участвовал в боях как санинструктор и как снайпер, лично уничтожил 98 солдат и офицеров противника. К сентябрю 1943 года старшина медицинской службы Егор Дергилев был санинструктором роты 605-го стрелкового полка 132-й стрелковой дивизии 60-й армии Центрального фронта. Отличился во время битвы за Днепр.
25 сентября 1943 года Дергилев одним из первых переправился через Днепр в районе села Староглыбов Козелецкого района Черниговской области Украинской ССР. Находясь в разведке, он лично уничтожил трёх солдат и офицера противника, а также замаскировавшегося на дереве снайпера. В дальнейшем он снял часовых и взял в плен двух офицеров противника и трёх солдат, а также захватил артиллерийское орудие. В ходе боёв за расширение плацдарма и штурма высоты 122,9 Дергилев уничтожил 11 вражеских солдат и офицеров, оказал медицинскую помощь 25 раненым, 6 тяжелораненых он вынес с поля боя на себе. Когда из строя выбыл командир роты, Дергилев заменил его собой. Рота под его командованием захватила высоту и большие трофеи: 145 велосипедов, 4 бронетранспортёра, 16 миномётов, 9 орудий. В том бою он получил тяжёлое ранение. Из-за гангрены ему была ампутирована левая рука.
Указом Президиума Верховного Совета СССР от 17 октября 1943 года за «образцовое выполнение боевых заданий командования на фронте борьбы с немецкими захватчиками и проявленные при этом мужество и героизм» старшина медицинской службы Егор Дергилёв был удостоен высокого звания Героя Советского Союза с вручением ордена Ленина и медали «Золотая Звезда» за номером 5551.
В 1944 году Дергилев был по инвалидности демобилизован. Окончил агрономический техникум, участвовал в освоении целинных земель в Казахской ССР. Проживал в посёлке Горячеводский в черте Пятигорска Ставропольского края. Скончался 1 июня 2000 года.
Почётный гражданин Предгорного района Ставропольского края. Был также награждён орденом Отечественной войны I степени и рядом медалей.